# 磯西真喜
磯西 真喜（いそにし まき、1962年1月25日 - ）は、日本の女優、声優、ナレーター。東京都出身。身長158cm、体重49kg。演劇集団 円所属。慶應義塾大学卒業。

## 出演作品

### テレビアニメ
2005年
- 雪の女王（エッダ）

### 劇場アニメ
2002年
- 夢かける高原 清里の父 ポール・ラッシュ（真理子の母[4]）

### 吹き替え

#### 映画
- IT ※NHK-BS2版
- ウォンタクの天使 - ウォンタクの母 役
- ゴヨ - エバ 役
- スター・ウォーズ/最後のジェダイ - ダーシー中佐 役（アマンダ・ローレンス）
- スター・ウォーズ/スカイウォーカーの夜明け - ダーシー中佐 役（アマンダ・ローレンス）
- ステップフォード・ワイフ
- トラブル・イン・ハリウッド - ルー 役（キャサリン・キーナー）
- ヒップホップ・プレジデント
- ナルニア国物語/第1章:ライオンと魔女 - ヘレン・ペベンシー 役[5]
- 赦しのちから - オリヴィア・ブルックス 役〈プリシラ・シャイラー〉[6]

#### 海外ドラマ
- アガサ・クリスティー 検察側の証人 - アリス・メイヒュー 役[7]
- アリー my Love
- ザ・ホワイトハウス - マーガレット・フーパー 役
- WITHOUT A TRACE/FBI 失踪者を追え! - ビビアン・ジョンソン 役
- ヤング・スーパーマン -シーズン4 ブリジッド・クロズビー 役
- ミッシング -サイキック捜査官- 第16話（2003年米製作） - バレリー・ハイド 役
- ER IX 緊急救命室 第144話 - ホープ 役
- ER X 緊急救命室 第218話 - フアニタ・サンチェス〈ジラ・メンドーサ〉 役
- ER XI 緊急救命室 第228話 - ステイシー・コールマン〈キャスリーン・ギャティ〉 役
- ER XII 緊急救命室 第247話 - トニー・スティルマン〈スザンヌ・クライヤー〉 役
- 名探偵モンク4 第15話
- クリミナル・マインド2 FBI行動分析課 第1話
- クリミナル・マインド4 FBI行動分析課
  - 第4話 - アビー 役
  - 第21話 - サラ 役
- クリミナル・マインド5 FBI行動分析課
  - 第3話 - ヘザー 役
  - 第14話 - レベッカ 役
- クリミナル・マインド6 FBI行動分析課 第13話 - ドノヴァン夫人 役
- クリミナル・マインド7 FBI行動分析課 第4話
- デスパレートな妻たち - ルーシー 役
- ホテル・バビロン 第5話 - リズ 役
- コールドケース5 第10話
- ザ・パシフィック 第3話 - ママ・カラマンリス 役
- グッド・ワイフ - カイヤ 役
- SHERLOCK（シャーロック） 第3話
- ワンダヴィジョン 第8話 - エヴァノラ・ハークネス役

### テレビドラマ
- 火曜サスペンス劇場 「松本清張スペシャル・内海の輪」
- 土曜ワイド劇場 「司法教官・穂高美子2」
- レンタルなんもしない人（2020年） - 京野千鶴子 役
- 混声の森（2022年） - 久垣敦子 役
- 仮面ライダーガヴ（2024年） - 仲村睦子 役[8]

### 映画
- 茶飲友達（2023年） - 松子 役[9]
- 記憶の居所（2024年2月17日、Filmssimo） - 河田京子 役[10]
- とりつくしま（2024年3月30日）[11]
- うぉっしゅ（2025年5月2日） - 早苗 役[12]
- はらむひとびと（2025年7月11日） - 乾紀代 役[13][14]

### その他
- 地球ドラマチック「ポンペイ 知られざるローマ人の暮らし」（声の出演）